# 安瓦尔·阿里汗诺夫
安瓦尔·纳扎罗维奇·阿里汗诺夫，（俄語：Энвер Назарович Алиханов，1917年4月17日（格里历：4月30日）—1992年7月31日）阿塞拜疆人，苏联党和国家领导人，地质矿物学家。曾任阿塞拜疆苏维埃社会主义共和国石油工业部长、部长会议主席等职。

## 生平
- 1917年4月17日（格里历：4月30日）出生于巴库的一个石油工人家庭。
- 1931年-1934年，巴库石油学院学习。
- 1934年-1936年9月，齐赫油田工人。
- 1936年9月-1941年5月，阿塞拜疆工业学院地质勘探系学习，获采矿工程师资格。
- 1941年5月-1942年10月，第比利斯炮兵学院学习，随后在苏联红军服役。参加克里米亚和北高加索战役，获炮兵中尉军衔。
- 1942年11月-1945年，列宁矿业公司第7油田首席地质学家。1943年加入联共（布）。
- 1945年11月-1946年10月，阿塞拜疆共产党（布）中央石油部指导员。
- 1946年10月-1947年3月，阿共（布）巴库市石油委员会钻井部副部长。
- 1947年3月-1948年12月，阿共（布）巴库市奥尔忠尼启则区委第二书记。
- 1948年12月-1950年7月，阿共（布）巴库市奥尔忠尼启则区委第一书记。
- 1950年7月-1951年5月，阿共（布）中央重工业部副部长。
- 1951年5月-1952年，Azerdanizneft公司负责人。
- 1953年-1954年，Azerneft协会副主席。
- 1954年-1955年，阿塞拜疆苏维埃社会主义共和国石油部第一副部长。
- 1955年-1958年，阿塞拜疆苏维埃社会主义共和国石油部副部长。
- 1958年-1959年，阿塞拜疆苏维埃社会主义共和国石油部长。
- 1959年-1961年，阿共中央书记处书记。
- 1961年12月-1970年4月，阿塞拜疆苏维埃社会主义共和国部长会议主席。1965年获地质矿物学博士学位。
- 1970年4月-1976年，阿塞拜疆苏维埃社会主义共和国科学院地质研究所所长。
- 1976年-1990年，阿塞拜疆苏维埃社会主义共和国科学院自然资源空间研究所海洋地质实验室负责人。期间，1979年4月-1990年，阿塞拜疆苏维埃社会主义共和国科学院地球物理学部实验室主任。
- 1990年起退休。
- 1992年7月31日于巴库逝世，享年75岁。

阿里汗诺夫是苏共21-23大代表，第23届中央候补委员，第6-7届苏联最高苏维埃民族院代表，第6-7届阿塞拜疆苏维埃社会主义共和国最高苏维埃代表。

## 荣誉
- 1961年列宁奖
- 两次列宁勋章
- 劳动红旗勋章
- 二级卫国战争勋章